# Chiesa di San Zaccaria
La chiesa di San Zaccaria è un luogo di culto cattolico della città di Venezia, situato nel centro di Venezia, vicino a piazza San Marco ed a Palazzo Ducale, presso il campo che da essa trae nome. La chiesa è dedicata a Zaccaria, padre di Giovanni Battista.

## Storia
Chiesa antica, risalente al IX secolo, periodo nel quale venne costruito il primo edificio per accogliere i resti del padre di San Giovanni Battista, che erano stati donati dall'imperatore bizantino Leone V l'Armeno alla città di Venezia per rafforzarne l'amicizia.
I dogi Agnello e Giustiniano Partecipazio fecero aggiungere un monastero di Benedettine, che fu riedificato sotto il doge Orso I Partecipazio dalla badessa Giovanna, la quale ne era la figlia. Nell'anno 1105 un terribile incendio lo distrusse, insieme con la chiesa, e si racconta che morirono asfissiate più di cento monache, che si erano rifugiate nel sotterraneo, ancor oggi esistente, sotto l'altare maggiore.
Il 10 giugno 1458 fu ufficialmente aperto il cantiere per la “chiesa nuova” di San Zaccaria. La Chiesa di San Zaccaria è uno dei luoghi di culto più antichi della città. Non solo questo è uno dei luoghi migliori per mostrare il potere della Repubblica tramite nuove costruzioni, ma è anche il luogo migliore per rafforzare e legittimare il nuovo ruolo che Venezia è pronta a interpretare come "Alterum Byzantium". L'organizzazione del cantiere era totalmente controllata dalle religiose che gestivano direttamente gli appalti con le maestranze e si occupavano della fornitura dei materiali. Tuttavia le scarse e incomplete informazioni documentarie, pur fornendo una buona idea di come veniva gestito il cantiere e l'approvvigionamento dei materiali, non consentono di definire le responsabilità di progetto. 
L'idea complessiva di Antonio Gambello di sviluppare il suo primo progetto in realtà non è stata supportata da alcun documento: non è mai stato menzionato o ricordato un modello nei progetti di spesa a suo favore. D'altra parte, in quel periodo si è verificata una generale carenza di documentazione relativa alla fase di progettazione a Venezia, affidando spesso la gestione dei cantieri a proti senza responsabilità progettuale.

## Descrizione

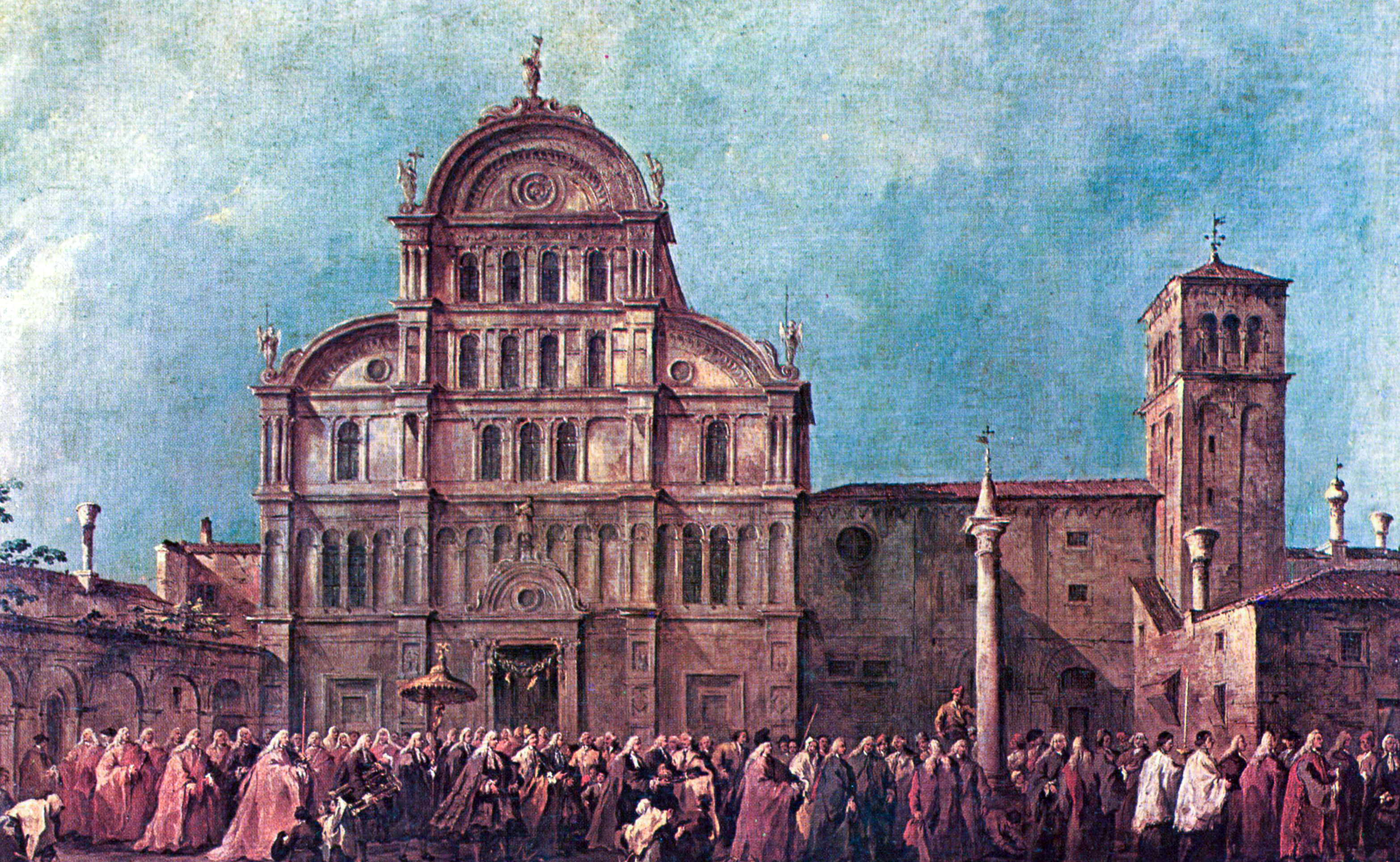
Chiesa di San Zaccaria, 1770-1775, Francesco Guardi, Museo del Louvre, Parigi

La chiesa di San Zaccaria è composta da due edifici adiacenti, conosciuti come “chiesa vecchia” e “chiesa nuova”.
Le rimanenze della "chiesa vecchia” sono situate al lato destro rispetto alla “chiesa nuova”, include, sopra la cripta, la vistosa cappella maggiore costruita e decorata tra il 1440 e il 1445 oggi prende il nome da San Tarasio, l'adiacente cappella detta dell'Addolorata e altri spazi creati fra il 1458 e il 1463, che poi a seguire vennero modificati.
La "chiesa nuova" è l'imponente basilica di cui Antonio Gambello fece da protomaistro agli inizi, fu poi succeduto da Mauro Codussi fra il 1458 e i primi del '500. È caratterizzata soprattutto dal deambulatorio, dalle alte volte e dalla trionfale facciata in pietra.
La chiesa edificata da Antonio Gambello ha pianta longitudinale con un solo ingresso ed è divisa in tre navate; presenta volte a crociera, una facciata tripartita da colonne binate e aperta da numerose finestre, in numero decrescente dal basso verso l'alto, sovrastate dal grande timpano ad arco sormontato dalla statua di San Zaccaria. La larghezza della navata centrale è pari al doppio delle navate laterali e termina con un'abside/presbiterio poligonale circondato da un ambulacro dove sono presenti le aperture delle cappelle semicircolari. L'utilizzo dell'area retrostante l'altare maggiore è garantita dalla continuità spaziale tra i passaggi laterali e le navate laterali. Sembra che l'articolazione dell'area presbiteriana non possa essere collegata a un tecnico come Gambello, in quanto questa suggerisce un riferimento alla Basilica del Santo a Padova e un consapevole restauro dell'architettura della chiesa di pellegrinaggio.

### Facciata
La facciata è divisa orizzontalmente in più registri con notevoli differenze dovute alle successive fasi di lavorazione. I primi due registri dell'edificio sono noti per essere i più divisivi tra gli storici dell'architettura. Certo, il terzo registro segna un cambio di ritmo e mostra un nuovo e diverso modo di lavorare, ma la discontinuità compositiva e cromatica tra il primo e il secondo registro solleva degli interrogativi.

#### Primo registro
Nel primo registro, la griglia ottenuta con la fascia di modanatura in pietra d'Istria si sovrappone alla muratura a partire dall'alto basamento, che è caratterizzato dalla presenza di due grossi tori. Una griglia in pietra segna le superfici, in cui tarsie marmoree costruiscono motivi decorativi geometrici. Colonne snelle e tortili sostituiscono fasce verticali di pietra agli angoli dei contrafforti. Nelle campate laterali della facciata, listelli di pietra d'Istria sono accostati a rilievi di una coppia di profeti incorniciati da ornamenti all'antica, festoni di fiori e frutti sorretti da putti. Appare evidente l'autonomia di alcuni degli elementi che compongono il primo registro in quanto l’assemblaggio non è avvenuto simultaneamente ma nel corso del tempo.
Le lacune presenti nei documenti tra il 1465 e il 1473 non aiutano a dare una risposta precisa agli incarichi progettuali e, l'assenza di Gambello dal cantiere dal 1477 portò anche a interrogarsi su chi lo sostituisse prima che fosse assunto Mauro Codussi nel 1483.
Il primo registro si erge sopra uno zoccolo marcatamente modanato e si chiude con un trabeazione aggettante. La sua superficie si presenta ornata da una griglia di tarsie marmoree rosate che racchiudono al centro delle campate esterne due bassorilievi con coppie di profeti incorniciati da ghirlande sostenute da putti. La zoccolatura non viene tagliata inserendo la porta, ma si interrompe in una parte "neutra" della facciata, non ricoperta dalle tarsie. Per quanto riguarda il portale, le basi delle paraste contrastano la zoccolatura e non si integrano nella facciata, mentre la trabeazione continua l'impianto dell'intero registro. Queste incongruenze sono in parte spiegate da un pagamento effettuato solo nel 1483 a favore di Giovanni Buora per l'esecuzione del portale. Infatti, osservando l’ingresso laterale, eseguito in concomitanza con la creazione del primo registro, si nota una analoga incongruenza. Tornando alla facciata, notando il ritmo delle specchiature e l'assemblaggio delle fasce modanate, notiamo come la larghezza dei contrafforti determini la geometria della griglia: questo processo ignora la scala complessiva della fabbrica, generando degli “scarti” sulla superficie da ricoprire.
L'ordine architettonico compare nel primo registro solo per incorniciare il portale d'ingresso; vi sono paraste pseudo-corinzie la cui simmetria è scandita da una cornice modanata a perline e fusarole, e adornate da candelabre con motivi fitomorfi. Candelabre che appaionoquasi sovrapponibili a quelle scolpite sulla prima piattaforma della scala del Palazzo Ducale di Urbino, sormontate in alto dall'emblema di Federico da Montefeltro: l'aquila ad ali distese su coppie di bombarde rovesciate. A San Zaccaria vengono rimosse le bombarde e sostituite con due bassorilievi detti patere. Inoltre, sulla parasta sinistra, compare una fenice sul braciere che sostituisce il rapace presente sul lato destro del portale, ossia l'aquila "dei Montefeltro". L'inquadramento del portone d'ingresso della chiesa ridefinisce il significato dei motivi decorativi in chiave cristiana: l'aquila non è più un imperiale e assieme alla fenice alludono chiaramente alla passione e risurrezione di Cristo.

#### Secondo registro
Il secondo registro è interamente in pietra d'Istria ed è scandito da un susseguirsi di alti archi, tutti ciechi e occupati da nicchie, tranne le quattro corrispondenti alle navate laterali. Le nicchie non si allineano con la frazione geometrica del primo registro, e ad un attento esame emerge come l'ordine delle paraste sia costruito attraverso elementi giustapposti le cui dimensioni cambiano spesso per adattarsi alla facciata. Pertanto, in corrispondenza delle aperture, è stato necessario ridurre le scanalature da quattro a tre e forzare la contrazione dei capitelli, risultando nei quattro tipi di variazione esistenti. La scelta di non alterare il ritmo delle nicchie le fa deformare nello spessore dei contrafforti, e l'assemblaggio di capitelli diversi non può essere attribuito al principio di simmetria, suggerendo una scarsa conoscenza dell’articolazione degli elementi in tutta la logica del prospetto. Sebbene il secondo registro esibisca un lessico rinnovato all’antica rispetto a quanto fatto nel livello sottostante, è difficile che Mauro Codussi ne sia l’autore.
Le microarchitetture che compongono il Trono delle Madonne e le cornici dei politici del periodo tre-quattrocentesco sono organizzate in modo simile: registri inferiori con fondi geometrici (anche su più livelli) su cui si sovrappongono una sequenza di archi, nicchie ogivali o edicole di diverse dimensioni e contenuti in un telaio determinato dalla geometria del "basamento". Consideriamo due esempi, uno dei quali è nella stessa chiesa di San Zaccaria: la pala marmorea dell'Incoronazione della Vergine e Santi, scolpita a Venezia nell'inverno del 1388 da Iacobello e Pierpaolo dalle Masegne, e l’ancona lignea di Antonio Vivarini, Giovanni d'Alemagna e Ludovico da Forlì furono collocate sull'altare maggiore della Cappella d'Oro nella "Chiesa Vecchia" nel 1445. La motivazione era il desiderio di continuare la facciata con un’architettura aggiornata all’antica. A questo proposito, non è da sottovalutare l'impatto della facciata San Michele in Isola sull'ambiente veneziano. La scelta di abbandonare del tutto i marmi colorati a favore della pietra d'Istria sottolinea il senso di discontinuità tra i due registri che in realtà sono composti da canoni simili e restituiscono il lento processo di assimilazione del nuovo linguaggio.
Dato lo sfondo gotico e il rapporto compositivo con le pale dell'altare, si può ipotizzare il coinvolgimento di Antonio Vivarini, pittore non avvezzo a controllare grandi dimensioni ma che aveva frequentato grandi cantieri e incontrato artisti di diversa provenienza. Un segno in merito lo suggeriscono le paraste che scandiscono le nicchie posizionate sopra l’entrata laterale, sul lato destro della chiesa (probabilmente le prime ad essere costruite). Fino ai primi contrafforti angolari, le nicchie sono separate da una sequenza di paraste a tre o quattro scanalature, capitelli pseudo-corinzi con abachi curvi, fiori d’abaco e foglie d’acanto e caulicoli angolari con foglie ricadenti.
A partire dal fianco destro della chiesa fino al primo contrafforte della facciata, le nicchie sono segnate con lo stesso ordine pseudo-corinzio e decorate con conchiglie, mentre le teste di putti e serafini sono scolpite nei pennacchi, tra gli archi che delimitano le nicchie. Dopo il primo contrafforte, questa uniformità cessa e anche le conchiglie perdono il loro originario naturalismo, in quanto la loro forma è più semplificata e la curvatura della valva si riduce. Pertanto, il modello delle maestranze risulta differente e, al posto della testa dei putti, compaiono nella decorazione all'interno dei pennacchi motivi vegetali, delfini legati per la coda a un tridente e maschere vegetali antropomorfe.

### Interno

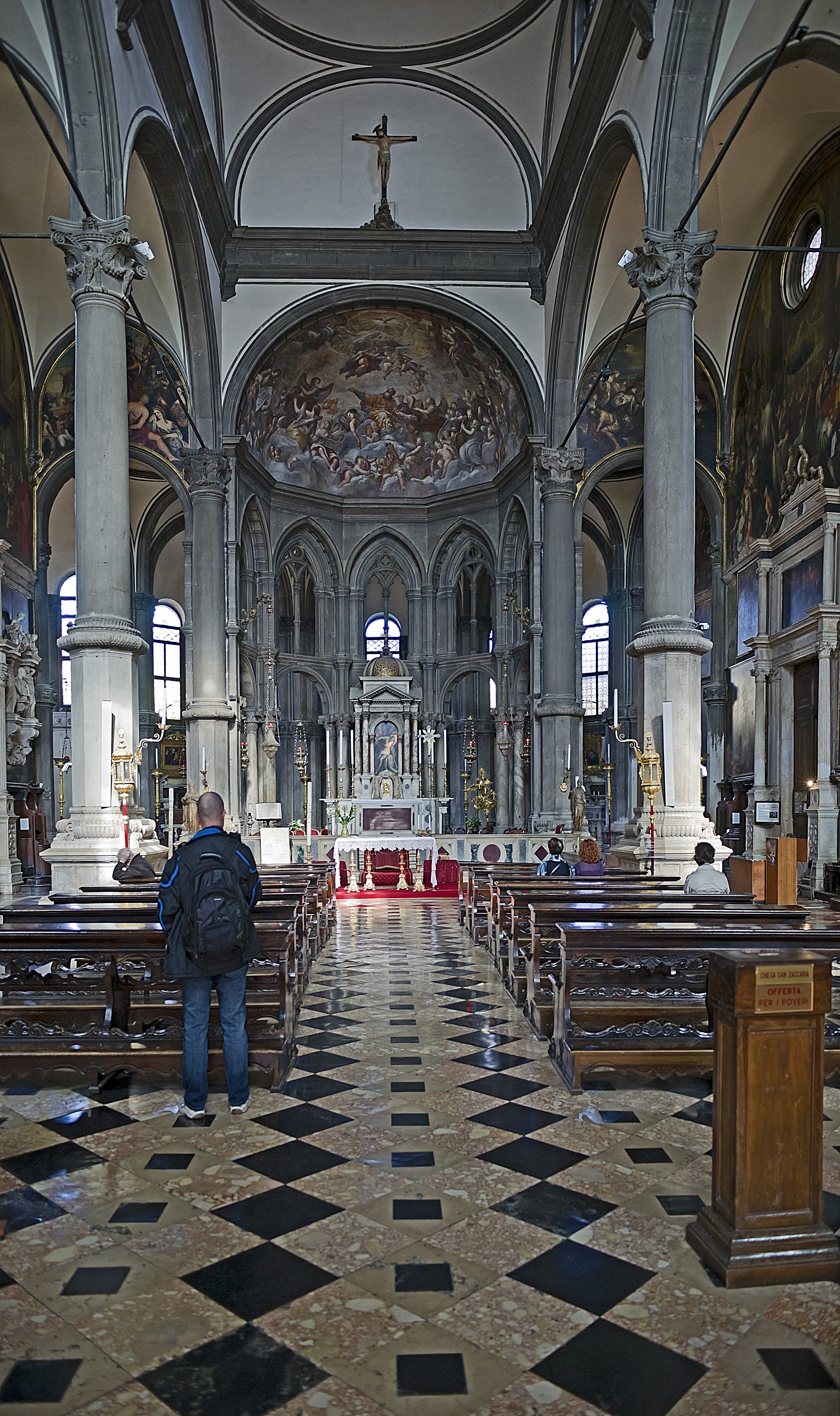
L'interno

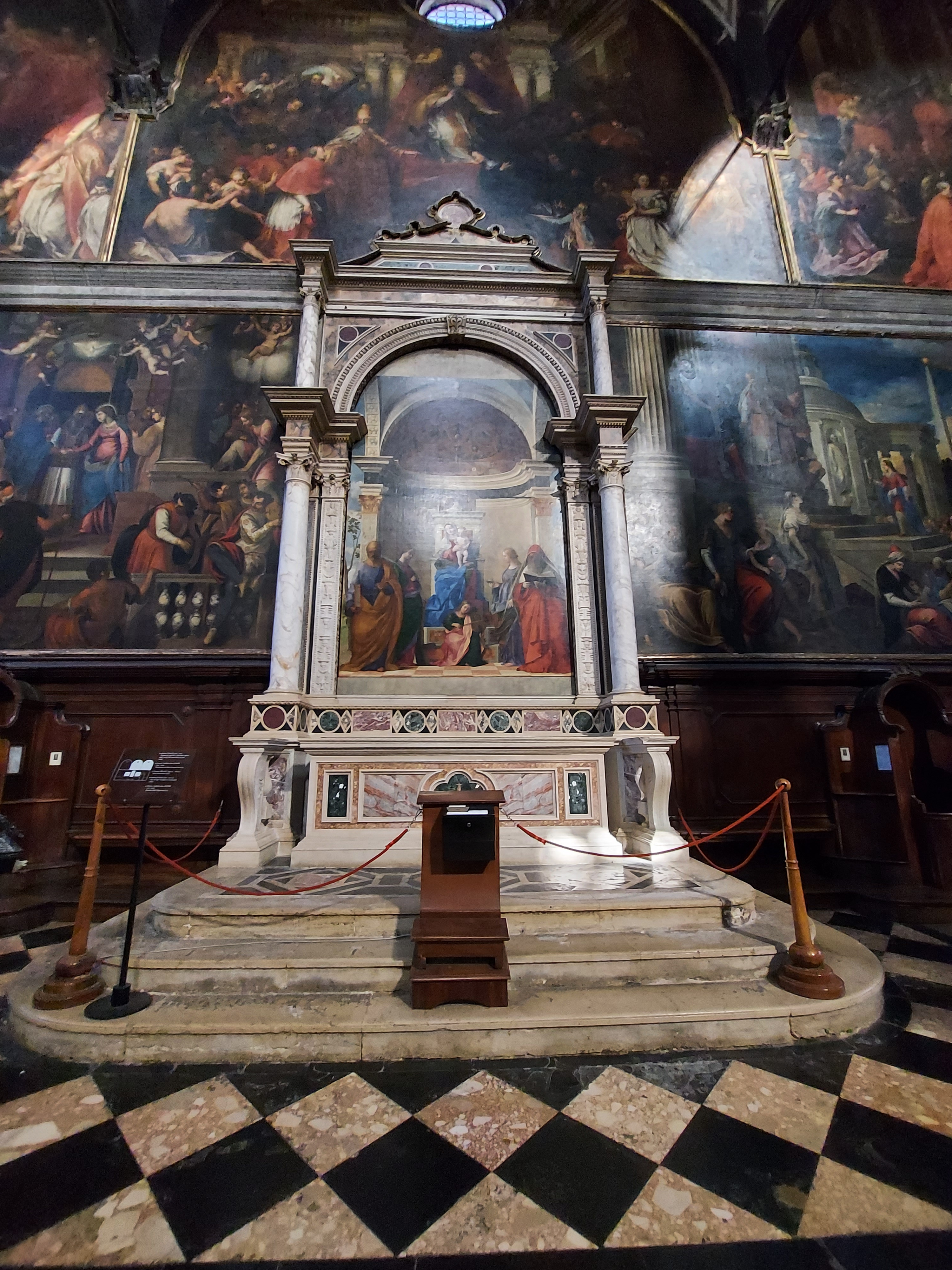
Parete sinistra: la Madonna col Bambino e i santi

In seguito alle numerose modifiche sulla struttura e la divisione interna dell’edificio, ad oggi l’interno della chiesa di San Zaccaria è costituito da tre navate, suddivise da colonne poggianti su plinti poliedrici con basi e capitelli realizzate da Giovanni Buora nel 1480. L'impostazione finale venne ad opera di Antonio Gambello a cui si devono alcuni particolari come la cupola emisferica, la scelta del soffitto realizzato a volte a crociera e le ampie superfici esaltate dalle cornici in pietra nera di Verona che regalano alla struttura leggerezza e luminosità, caratteristiche purtroppo in seguito ridotte dall'inserimento sulle pareti laterali di grandi teleri secenteschi. Ciò che caratterizza la chiesa di San Zaccaria è l’esorbitante numero di opere d’arte che decorano interamente le pareti interne dell’edificio sacro; il tutto non fa che accentuare il senso di monumentalità e ricchezza dell’apparato interno. Molti sono i nomi di artisti noti, veneziani e non, che hanno partecipato alla realizzazione della chiesa come Tintoretto, Giandomenico Tiepolo e Giovanni Bellini.
In particolare, nella controfacciata si può ammirare:
- San Zaccaria nel tempio presenta l’offerta dell’incenso (1684 ca.) di Antonio Zanchi;
- Madonna col Bambino, san Giovanni e i santi (sec. XVII) di Antonio Vassilacchi detto l'Aliense;
- Annuncio dell'angelo a san Zaccaria (inizi sec. XVII) di Jacopo Negretti detto Palma il Giovane;
- Annuncio dell'angelo a san Zaccaria (1684 ca.) di Antonio Zanchi;
- Nascita di san Giovanni Battista (1684 ca.) di Andrea Celesti;
- "ll sacrificio di Isacco (sec. XVII) di Antonio Vassilacchi detto l'Aliense.

Inoltre, in basso a destra, è presente una scultura lignea rappresentante l’immagine di Cristo risalente al Trecento.
Nella parete a destra della navata possiamo trovare:
- Visita dell’imperatore Ottone III accompagnato dal doge Pietro Orseolo II al monastero nel 1001 (1709-10) di Giovanni Antonio Fumiani;
- Il doge Pietro Lando alla consacrazione della chiesa nel 1543 da parte di Giovanni Lucio Stofileo, vescovo di Sebenico (sec. XVIII) di Daniele Heintz;
- La visita pasquale del Doge alla chiesa (1688) di Antonio Zonca;
- Santi vescovi, di Giovanbattista Bissoni;
- Il presepio (seconda metà sec. XVII) di Andrea Celesti;
- Tobiolo guarisce il padre (1630/40 ca.) di Bernardo Strozzi;
- Adorazione dei pastori (1704/08 ca.) di Antonio Balestra;
- Gloria di san Zaccaria (1599) di Jacopo Negretti detto Palma il Giovane;[19]

Inoltre, al centro della parete, è presente l'altare contenente l'urna con il corpo di san Zaccaria (1660 ca.), si tratta di un'opera di Alessandro Vittoria come pure le due acquasantiere vicino all’entrata, quella a destra dedicata a san Giovanni Battista e quella a sinistra a san Zaccaria (oggi è la copia dell'originale, rubata in anni recenti). Altre decorazioni in pietra sono invece opera di Antonio Gambello e Luca Taiamonte.
Nella parete a sinistra della navata possiamo trovare:
- Visita di papa Benedetto III al monastero (1684) di Andrea Celesti (1637– 1712 ca.);
- Trasferimento dei corpi dei santi Pancrazio e Sabina dalla vecchia alla nuova chiesa nel 1628 (1684) di Antonio Zanchi;
- Sposalizio della Vergine (1600 ca.) di Antonio Vassilacchi detto l'Aliense;
- la Sacra conversazione (1505) di Giovanni Bellini nota come Pala di San Zaccaria;
- Presentazione di Maria al tempio (1600 ca.) di Antonio Vassilacchi detto l'Aliense.[19]

Tra i nomi delle opere sopra citate sono presenti anche quelli dei lunettoni alle pareti, si tratta di un ciclo di affreschi di autori diversi che illustra le vicende storiche e mitiche del monastero e della chiesa di San Zaccaria e risale agli anni '80 del Seicento.
All'interno della chiesa di San Zaccaria sono presenti delle tombe dedicate ai dogi, oltre che allo stesso san Zaccaria, padre di san Giovanni Battista; ricordiamo anche la tomba di Alessandro Vittoria, realizzata da lui stesso. Inoltre, sono presenti anche altre opere di inestimabile valore come i polittici intagliati da Ludovico da Forlì (XV sec), la già citata pala o Sacra Conversazione del 1505 di Giovanni Bellini, la Madonna col Bambino e santi di Palma il Giovane e la Nascita di san Giovanni Battista di Tintoretto (contenuta nella sacrestia).
Descrizione della Nascita di san Giovanni Battista di Jacopo Tintoretto:
I protagonisti danno vita ad una scena tipicamente popolare: una stanza in cui è appena avvenuto un parto (la madre a destra mentre il bambino in primo piano al centro della rappresentazione), spicca la prevalenza di figure femminili ma fatta eccezione per san Zaccaria, a destra, che guarda verso l'alto dove viene raffigurata una luce, simbolo dell'intervento divino. Da notare il gruppo piramidale delle tre giovani donne che accudiscono il bambino, con espressioni dolci e modi gentili, vengono rappresentate con acconciature molto elaborate, tipiche della moda veneziana del '500. La partoriente Elisabetta, a destra, viene accudita da una donna, per molti l'incarnazione di Maria. Altri sono i dettagli che rimandano al cattolicesimo, come un tavolino con del pane, al centro della scena, simbolo dell'eucaristia (siamo nel periodo della Controriforma, quando la Chiesa cattolico-romana affermava con forza la presenza reale di Cristo nel Santissimo Sacramento, in contrasto con gran parte delle Chiese riformate, che vedono il pane e il vino della santa cena come dei simboli della presenza di Cristo). Infine, in alto vediamo due angeli che volano dall’esterno all’interno del quadro. Questa composizione esprime un forte colorismo nonostante Tintoretto sia in genere il pittore del chiaroscuro; questa scelta, da parte dell’artista, è stata dettata dalla moda del tempo: il colorismo del Veronese, che si era imposto soprattutto tra l’aristocrazia veneziana (Jacopo per potersi accaparrare il progetto ha cercato di battere la concorrenza accontentando le mode dell’epoca).

#### L'organo

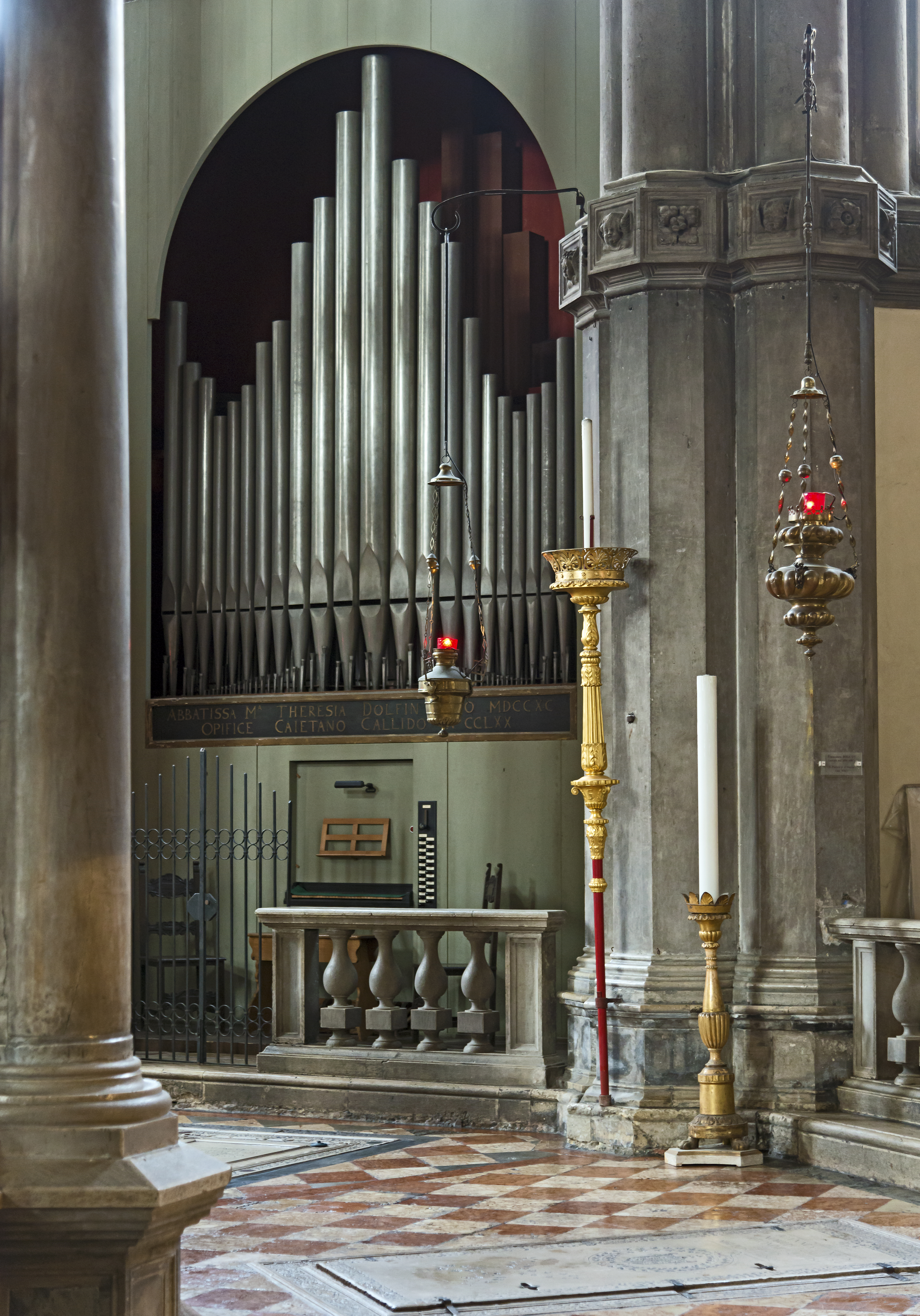
L'organo di Gaetano Callido

L'organo, situato nel coro, è opera di Gaetano Callido (opus 270), costruito nel 1790.

#### Cappella di Sant'Atanasio
Costituiva il coro delle monache, le quali attraverso le grate alle finestrelle aperte sul muro della navata destra potevano assistere alle funzioni in chiesa senza essere viste.
Sull’altare si trova: Nascita di Giovanni Battista, dipinto di Jacopo Tintoretto (situato in origine dietro il coro delle monache) del 1563 circa.
Sulla destra: Fuga in Egitto, dipinto di Giambattista Tiepolo della seconda metà del XVIII secolo.
Seguono poi:
- Cristo nell'orto, dipinto di Michele Desubleo del 1660 circa (proveniente dal monastero della chiesa di Santa Croce della Giudecca);
- Madonna col Bambino tra i santi Bernardino, Gregorio Magno, Paolo, Elisabetta, Benedetto e Placido, dipinto di Palma il Vecchio del 1512;
- Trasporto del corpo della Vergine al sepolcro, dipinto di Leandro Bassano del XVII secolo (proveniente dalla chiesa del Santo Sepolcro);
- Lavanda dei piedi, lunetta dipinta da Jacopo Palma il Giovane nel 1620-28;
- Deposizione della Vergine nel sepolcro, dipinto di Leandro Bassano del XVII secolo (proveniente dal monastero della chiesa di Santa Maria del Santo Sepolcro);
- Discesa di Cristo al Limbo, lunetta dipinta da Jacopo Palma il Giovane nel 1620-28;
- Davide vincitore festeggiato dalle fanciulle di Gerusalemme, ante d'organo dipinte da Jacopo Palma il Giovane nel 1595;
- San Gregorio e santi, dipinto di Antonio Vassilacchi (detto l'Aliense) del 1600 circa.

#### Cappella di San Tarasio
Costituiva l'abside della "chiesa vecchia" ricostruita in stile gotico fiorito o tardo gotico intorno al 1440 da Antonio Gambello. Già presbiterio della preesistente costruzione, presenta un'abside poligonale, aperta da sette alte e strette bifore, con volte a costoloni.
Alla decorazione di questa cappella come per il resto della chiesa parteciparono diversi artisti, in particolare Andrea del Castagno tra il 1442 e il 1444 (in collaborazione con Francesco da Faenza) il cui affresco l'Eterno tra san Zaccaria, Giovanni Battista e gli Evangelisti segna l’ingresso del Rinascimento toscano a Venezia.
Sull'urna marmorea a destra troviamo:
- Polittico del corpo di Cristo, detto anche del Sepolcro, cornici intagliate e dorate da Ludovico da Forlì, pitture di Antonio Vivarini, Giovanni d'Alemagna del 1443;
- al riquadro inferiore: Cristo nel sepolcro e pie donne, fra san Pancrazio, san Nereo e san Achilleo;
- al riquadro superiore: Cristo risorto (l'urna marmorea ha incisa una scritta relativa ai santi Pancrazio, Nereo e Achilleo).

Sulla parete a destra:
- San Benedetto, statua lignea di grandezza quasi naturale, scolpita per il coro delle monache del 1451.

Sull'altare:
- Polittico della Vergine (1443) cornici intagliate e dorate da Ludovico da Forlì, pitture di Antonio Vivarini, Giovanni d'Alemagna. Ad eccezione delle tre tavole centrali: Madonna col Bambino, San Martino e San Biagio, datate 1385 e dipinte da Stefano di Sant'Agnese. La parte posteriore della grande ancona mostra i santi di cui si conservano in chiesa i corpi o le reliquie: San Zaccaria al centro, Santo Stefano, San Tommaso, San Gregorio, San Teodoro, San Leone, Santa Sabina, San Pietro, San Claudio, San Tarasio, San Nereo, Sant'Achilleo, San Pancrazio. Ai piedi dell'altare invece possiamo vedere resti del pavimento musivo dell'abside della preesistente chiesa romanica (secolo XII).

Sul catino absidale sono raffigurati ognuno in ciascuna vela costolonata della volta gotica:
- al centro: Padre Eterno;
- a sinistra: San Giovanni Battista, San Matteo, San Marco;
- a destra: San Zaccaria, San Luca, San Giovanni Evangelista.

Datati 1442 e firmati Andrea da Firenze e Francesco da Faenza, sono opera giovanile di Andrea del Castagno.
Sulla parete a sinistra:
- San Zaccaria, statua lignea di grandezza quasi naturale, scolpita per il coro delle monache, nel 1451.

Sull'urna marmorea a sinistra:
- Polittico di Santa Sabina (1443) cornici intagliate e dorate da Ludovico da Forlì, pitture di Antonio Vivarini, Giovanni d'Alemagna. Al riquadro inferiore: Santa Sabina, fra i santi Gerolamo e Lizerio. Al riquadro superiore: Angelo fra santa Margherita e sant'Agata. L'urna marmorea contiene le presunte reliquie della martire titolare del polittico.[21]

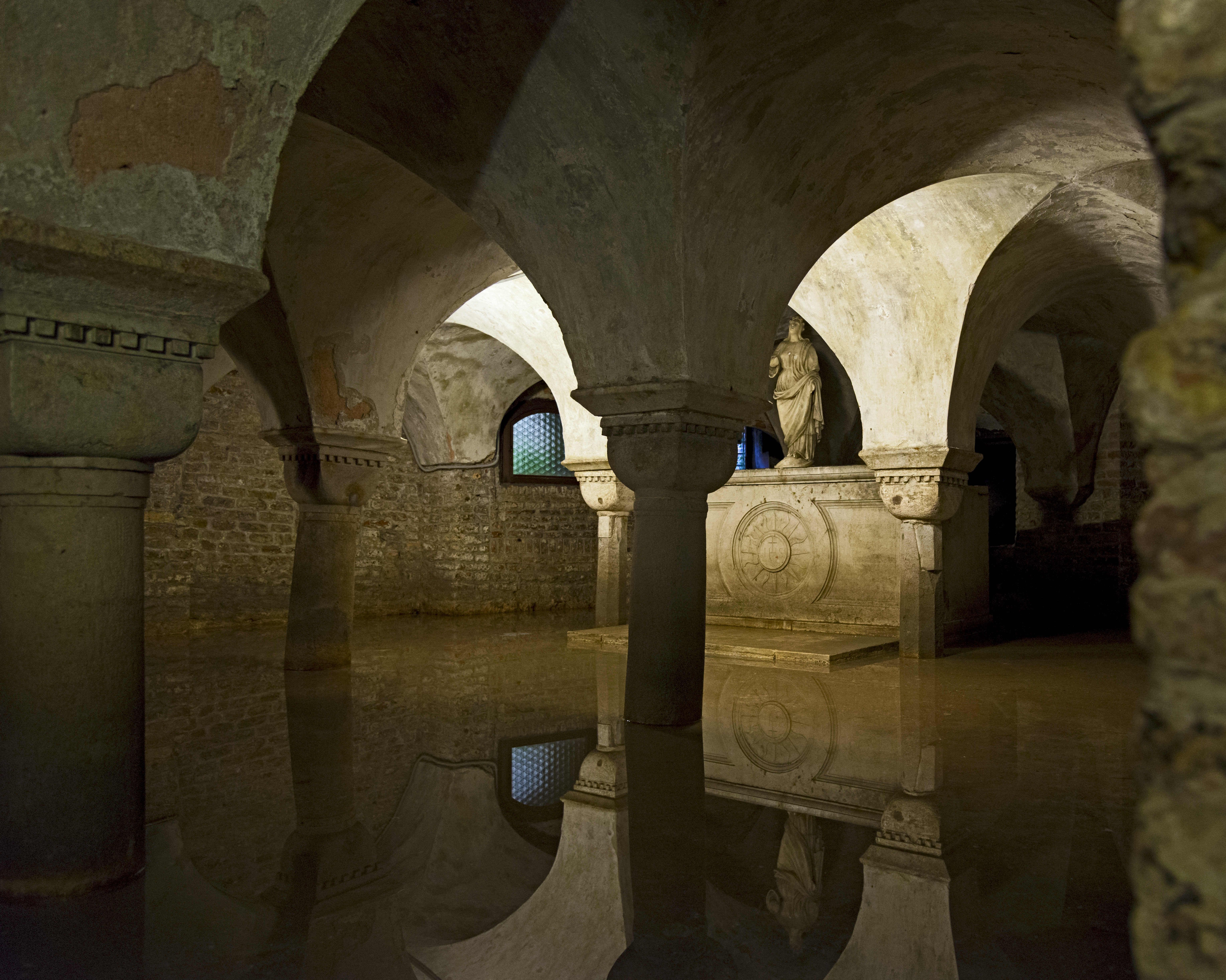
La cripta

#### Cripta
Posta sotto la cappella di San Tarasio, la cripta fu realizzata fra il X e il XI secolo a somiglianza di quella di San Marco. Si presenta tuttora divisa, in tre navate, da due file di colonnine sormontate da semplici capitelli che sostengono volte a crociera.
La cripta in sé non conserva alcuna decorazione o arredo, ad eccezione di un altare in marmo sormontato da una scultura della Madonna. Sappiamo però che anticamente ospitava le tombe di otto tra i dogi dei primi secoli della Repubblica e, secondo la tradizione, qui giaceva anche il corpo di san Zaccaria.
L’ambiente si trova al di sotto del livello medio del mare, per cui per gran parte dell’anno è presente acqua al suo interno. Durante i fenomeni di acqua alta, purtroppo, la cripta viene letteralmente inondata, divenendo inagibile, con ovvie drammatiche conseguenze per la sua conservazione. Quando invece il livello dell’acqua è più basso, è possibile inoltrarsi al suo interno attraverso un passaggio rialzato.